# Hermann Emil Fischer
Hermann Emil Fischer (ur. 9 października 1852 w Euskirchen, zm. 15 lipca 1919 w Berlinie) – niemiecki chemik organik, laureat Nagrody Nobla w dziedzinie chemii (1902).

## Życiorys
Zajmował się strukturą sacharydów, innych węglowodanów i puryn, syntezując wiele z nich. Badał też peptydy i białka, potwierdzając ich budowę złożoną z łańcuchów aminokwasów. 
Profesor uniwersytetów w: Monachium (1879–1882), Erlangen (1882–1885), Würzburgu (1885–1892) i Berlinie (od roku 1892). W roku 1902 otrzymał Nagrodę Nobla w dziedzinie chemii „w uznaniu niezwykłych zasług w pracach dotyczących syntez cukrów i puryn”.
Jego dokonania stanowiły podstawę rozwoju niemieckiego przemysłu farmaceutycznego.
Popełnił samobójstwo wskutek długotrwałej depresji po śmierci dwóch synów podczas I wojny światowej.

## Osiągnięcia naukowe
- prace nad cukrami
  - synteza glukozy
  - odkrycie fenylohydrazyny(inne języki) (1875)
- prace nad pochodnymi puryn,
  - budowa puryn, kofeiny, teobrominy
- prace nad białkami
  - rozdzielanie i oznaczanie aminokwasów
  - synteza peptydów
- syntezy weronalu (barbiturany)
- synteza barwników trójfenylometanowych